# Wild orchids
Wild orchids is een studioalbum van Steve Hackett. De muziek op dit album is een mix van de gitaarrock van To watch the storms en de semi-klassieke muziek van Metamorpheus. Er zijn verschillende versies van dit album in omloop gebracht en al die versies bevatten verschillende foutjes in het boekwerk. Opmerkelijk is een tijdelijke terugkeer van Nick Magnus, toetsenist van Hackett van eind jaren 70.

## Musici
- Steve Hackett – zang, gitaar, elektrische sitar, mondharmonica, psalter
- Roger King – toetsinstrumenten, ritmegitaar
- John Hackett – dwarsfluit en gitaar
- Rob Townsend – saxofoons, dwarsfluit, altfluit, basklarinet
- Gary O'Toole – slagwerk en zang
- Nick Magnus – toetsinstrumenten op Ego & id
- Jerry Peal – stem op A dark night in Toytown

Met The Underworld Orchestra (een overblijfsel van het vorig album)
- Christine Townsend – viool en altviool
- Richard Stewart – cello
- Dick Driver – contrabas
- Colin Clague – trompet
- Chris Redgate – hobo, althobo

## Muziek
| Nr. | Titel                                                              | Duur |
| --- | ------------------------------------------------------------------ | ---- |
| 1.  | Transylvanian Express (S Hackett, King, Christoph Willibald Gluck) | 3:44 |
| 2.  | Waters of the wild (S Hackett, King)                               | 5:35 |
| 3.  | Set your compass (S Hackett, J. Hackett)                           | 3:38 |
| 4.  | Down Street (S Hackett, King)                                      | 7:34 |
| 5.  | A girl called Linda (S Hackett)                                    | 4:44 |
| 6.  | Blue child (S Hackett)                                             | 4:25 |
| 7.  | To a close (S Hackett)                                             | 4:49 |
| 8.  | Ego and Id (J. Hackett, Nick Clabburn)                             | 4:08 |
| 9.  | Man in the long black coat (Bob Dylan)                             | 5:07 |
| 10. | Cedars of Lebanon (S Hackett)                                      | 4:02 |
| 11. | Wolfwork (S Hackett)                                               | 4:49 |
| 12. | Why (S Hackett)                                                    | 0:47 |
| 13. | She moves in memories (S Hackett)                                  | 5:00 |
| 14. | The fundamentals of brainwashing (S Hackett)                       | 3:01 |
| 15. | Howl (S Hackett)                                                   | 4:41 |
| 16. | A dark night at Toytown (S Hackett, King, Gluck)                   | 3:42 |
| 17. | Until the last butterfly (S Hackett)                               | 2:29 |

Transsylvanian Express en A dark night in Toytown zijn gebaseerd op een fragment uit Christoph Willibald Glucks Orfeo ed Euridice; beide nummers werden al live gespeeld gedurende de Watch the storm-tour onder de titel If you can’t find heaven. Ego & id kwam van John Hacketts album Checking out of London.